# Académie arabe des sciences, technologies et transport maritime
 (juin 2018).
Si vous disposez d'ouvrages ou d'articles de référence ou si vous connaissez des sites web de qualité traitant du thème abordé ici, merci de compléter l'article en donnant les références utiles à sa vérifiabilité et en les liant à la section « Notes et références ».
L'Académie arabe des sciences, technologies et transport maritime (arabe : الأكاديمية العربية للعلوم والتكنولوجيا والنقل البحري) est une académie régionale opérée par la Ligue arabe, spécialisé dans le transport maritime et située à Alexandrie, en Égypte.
Elle est classée par le U.S. News & World Report au 63e rang du classement régional 2016 des universités arabes.